# Yehuda Hoch
Yehuda Hoch (* 1946 in Rumänien) ist ein israelischer Schachkomponist.

## Schachkomposition
Hoch hat mehr als 250 Studien komponiert und ist seit 1992 Internationaler Meister der Schachkomposition.
|   | a | b | c | d | e | f | g | h |   |
| 8 |   |   |   |   |   |   |   |   | 8 |
| 7 |   |   |   |   |   |   |   |   | 7 |
| 6 |   |   |   |   |   |   |   |   | 6 |
| 5 |   |   |   |   |   |   |   |   | 5 |
| 4 |   |   |   |   |   |   |   |   | 4 |
| 3 |   |   |   |   |   |   |   |   | 3 |
| 2 |   |   |   |   |   |   |   |   | 2 |
| 1 |   |   |   |   |   |   |   |   | 1 |
|   | a | b | c | d | e | f | g | h |   |

Lösung:

1. Tf3–f1 Lb1–c2

2. Kd8–c7 d2–d1D

3. Tf1xf5! a7–a6

4. Tf5–f8+ Ka8–a7

5. Tf8–b8 Lc2xe4

6. Tb8–b7+! Le4xb7 patt. Schwarz konnte seinen Materialvorteil nicht nutzen.

## Privates
Hoch emigrierte 1950 mit seiner Familie nach Israel. Er hat die Grade Bachelor of Science in Mathematik und Master of Science in Unternehmensforschung.
Hoch ist verheiratet und hat drei Töchter. Er lebt in Petach Tikwa und arbeitet als Systemanalytiker in einer Bank.
| Personendaten    | Personendaten                |
| ---------------- | ---------------------------- |
| NAME             | Hoch, Yehuda                 |
| KURZBESCHREIBUNG | israelischer Schachkomponist |
| GEBURTSDATUM     | 1946                         |
| GEBURTSORT       | Rumänien                     |